# Robin Kenyatta
Robin Kenyatta (Moncks Corner, 6 de marzo de 1942-Lausana, 26 de octubre de 2004) fue un saxofonista alto de jazz estadounidense.

## Biografía
Nacido como Robert Prince Haynes en Moncks Corner (Carolina del Sur), Kenyatta creció en la ciudad de Nueva York y comenzó a tocar el saxofón a los 14 años. Fue principalmente autodidacta, aprendiendo a tocar los saxofones alto, tenor y soprano y la flauta, pero también recibió el estímulo y la ayuda de músicos profesionales como John Handy. Se alistó en el ejército en 1962 y tocó en una banda militar durante dos años. Al licenciarse, regresó a Nueva York y adoptó el nombre de Kenyatta como homenaje a Jomo Kenyatta, el activista anticolonialista keniano, y comenzó a seguir una carrera como músico profesional.
En 1964, Bill Dixon escuchó a Kenyatta y le invitó a participar en la October Revolution in Jazz. El 28 de diciembre de ese año, Kenyatta tocó como miembro del Bill Dixon Quintet como parte de la serie de conciertos Four Days in December en el Judson Hall, sustituyendo a Giuseppi Logan, que estaba lesionado. Según el biógrafo de Dixon, Benjamin Young, «Kenyatta se convirtió en una parte tan eficaz del grupo mientras Logan se recuperaba que este último nunca se volvió a unir al conjunto de Dixon». Durante este tiempo, conoció a John Coltrane, que elogió su forma de tocar. Kenyatta volvió a actuar con el grupo de Dixon en el Contemporary Center del 19 al 20 de marzo de 1965, y con la Jazz Composer's Orchestra en el mismo lugar del 9 al 11 de abril de ese año. También apareció en el álbum Comunication de la Jazz Composer's Orchestra grabado el 10 de abril.
Ese mismo año, Kenyatta hizo su primera aparición en el álbum Portrait In Soul de la pianista y compositora Valerie Capers. En 1966, apareció en el álbum Deuces Wild de Sonny Stitt, así como en Everywhere de Roswell Rudd y en Intents and Purposes de Dixon. Al año siguiente publicó Until, su primer álbum como líder.
En 1969, Kenyatta se trasladó a París (Francia), donde continuó actuando y grabando, y publicó Beggars & Stealers y Girl from Martinique con su propio nombre. En 1972, se trasladó de nuevo a Nueva York y grabó tres álbumes más convencionales que sus anteriores, Gypsy Man, Terra Nova y Stompin' at the Savoy, para Atlantic Records. A mediados de la década de 1970 se trasladó a Lausana (Suiza), donde impartió clases de música en la Ecole de Jazz Musique Actuelle y fundó la tienda y escuela de música Hello Jazz. A lo largo de la década de 1970 grabó como músico de acompañamiento para Alan Silva, Andrew Hill, Oscar Brown, Ted Curson, Sam Rivers y Archie Shepp.
Durante los años 1980 y 1990, Kenyatta actuó en los principales festivales de jazz con Dizzy Gillespie, Paul Simon, George Benson, B. B. King, The Isley Brothers y otros artistas de prestigio. También siguió grabando con su propio nombre, intentando «encontrar un cómodo punto medio entre la fusión, el pop instrumental y sus raíces de hard bop y música libre».
En 2001, Kenyatta regresó a Nueva York y se incorporó a un puesto de profesor en el Bentley College de Massachusetts. Dos años más tarde publicó un álbum con influencias de funk y blues titulado Cool Blue. En 2004, voló a Lausana para una actuación, pero murió mientras dormía el 26 de octubre.

## Discografía

### Como líder
- 1967: Until (Vortex, reeditado en Wounded Bird)
- 1969: Beggars & Stealers (Muse) con Larry Willis, Walter Booker, Alphonse Mouzon
- 1970: Girl from Martinique (ECM) con Wolfgang Dauner, Arild Andersen, Fred Braceful
- 1972: Free State Band  (America) con Aldo Romano, Kent Carter
- 1972: Gypsy Man (Atlantic) con Billy Cobham, Rick Marotta, Stanley Clarke, Larry Willis, David Spinozza[7]
- 1973: Terra Nova (Atlantic) con Pat Rebillot, Sonny Burke, Ron Carter, Gladstone Anderson, Winston Grennan, Enrico Rava
- 1974: Stompin' at the Savoy (Atlantic) con Dr. John, Ron Carter, Lew Soloff, Bernard Purdie, Chuck Rainey
- 1975: Nomusa (Muse) con Stafford James, Joe Chambers, Dom Salvador
- 1976: Encourage the People (Wolf) con Arthur Jenkins, Richard Tee, Ralph MacDonald, Hugh McCracken
- 1979: Take the Heat off Me (ITM) con Lew Soloff, Dom Salvador, Peter Solomon, David Eubanks, Sal Cuevas, Cornell Dupree
- 1987: Live at Cully: Blues for Mama Doll (Jazz Dance)
- 1991: Ghost Stories presentando Ronnie Burrage (ITM)
- 2003: Cool Blue (Jazz Dance)

### Como acompañante
con Oscar Brown Jr.
- Brother Where Are You (Atlantic, 1974)

con Valerie Capers
- Portrait in Soul (Atlantic, 1966)

con Ted Curson
- Quicksand (Atlantic, 1974)

con Bill Dixon
- Intents and Purposes (1967)

con Andrew Hill
- Spiral (1975)

con Jazz Composer's Orchestra
- Communication (JCO, 1965)

con Sam Rivers
- Crystals (Impulse!, 1974)

con Roswell Rudd
- Everywhere (Impulse!, 1966) también lanzado como parte de Mixed in 1998

con Archie Shepp
- For Losers (Impulse!, 1971)
- Kwanza (Impulse!, 1974)

con Alan Silva
- Seasons (BYG Actuel, 1971)
- My Country (Leo, 1989)

con Sonny Stitt
- Deuces Wild (Atlantic, 1966)